# Моршах
Моршах (нім. Morschach) — громада  в Швейцарії в кантоні Швіц, округ Швіц.

## Географія
Громада розташована на відстані близько 90 км на схід від Берна, 6 км на південний захід від Швіца.
Моршах має площу 20,8 км², з яких на 4,1% дозволяється будівництво (житлове та будівництво доріг), 51,4% використовуються в сільськогосподарських цілях, 37,2% зайнято лісами, 7,3% не є продуктивними (річки, льодовики або гори).

## Демографія
2019 року в громаді мешкало 1148 осіб (+11,1% порівняно з 2010 роком), іноземців було 23%. Густота населення становила 55 осіб/км².
За віковим діапазоном населення розподілялося таким чином: 22,8% — особи молодші 20 років, 64% — особи у віці 20—64 років, 13,2% — особи у віці 65 років та старші. Було 473 помешкань (у середньому 2,4 особи в помешканні).
Із загальної кількості 821 працюючого 78 було зайнятих в первинному секторі, 42 — в обробній промисловості, 701 — в галузі послуг.